# Faxeska huset

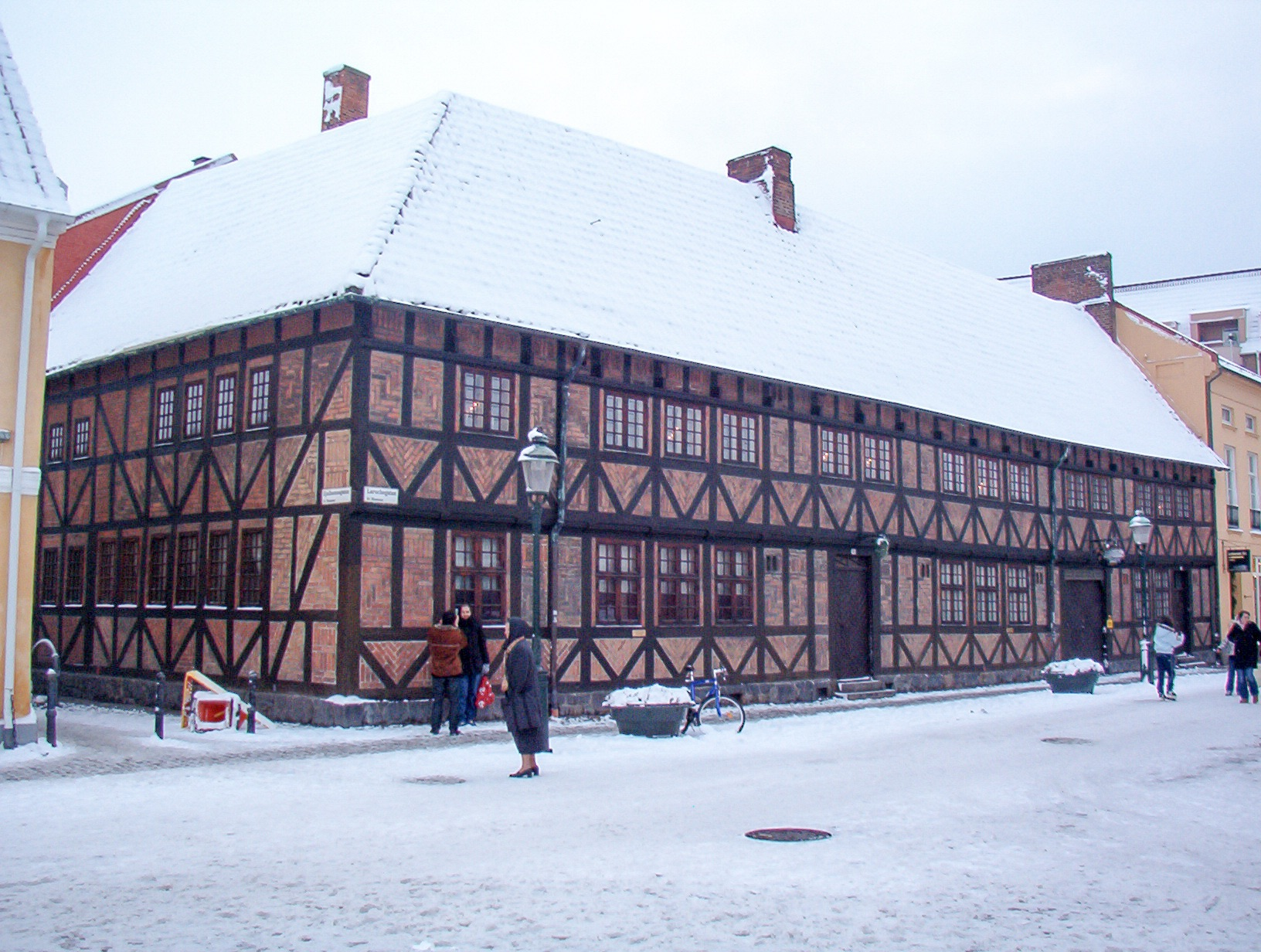
Faxeska huset vid Lilla torg

Faxeska huset ligger i Malmö invid Lilla torgs södra sida. Under medeltiden var Malmö till sitt omfång en tämligen ringa stad. Staden slutade söderut i princip vid nuvarande Lilla torg. Området där Gustav Adolfs torg i dag är beläget låg under vatten. Sankmarkerna gick som vikar söderifrån in i staden. "Hiulhaffnen" var en sådan vik. Denna förvandlades efter hand till ett stort och öppet kloakdike. Diket har gett Hjulhamnsgatan dess namn. 
Faxeska huset ligger delvis över den forna Hiulhaffnen. Byggnaden uppfördes på 1760-talet av handelsmannen Hans Schiuberg. Huset restaurerades år 1910 (av arkitekten August Stoltz) och är därmed det första i en lång rad restaurerade äldre hus i Malmö. Då utgick man felaktigt från att huset byggts året 1580, ett årtal som därför skars in i den nygjorda portbjälken. Ovanför dörren hänger en lampa utformad som en druvklase. Denna minner om vinfirman Ad. Faxe & Söner som ägde gården. Speciellt berömd lär punschen "Faxes gamla", tappad på svarta flaskor, ha varit. Vinfirman hade en tid spirituosaaffär i det gamla huset. Faxeska huset förvärvades 1842 av Adolf Faxe och har ända sedan dess varit i familjens ägo.